# Wojciech (biskup pomorski)

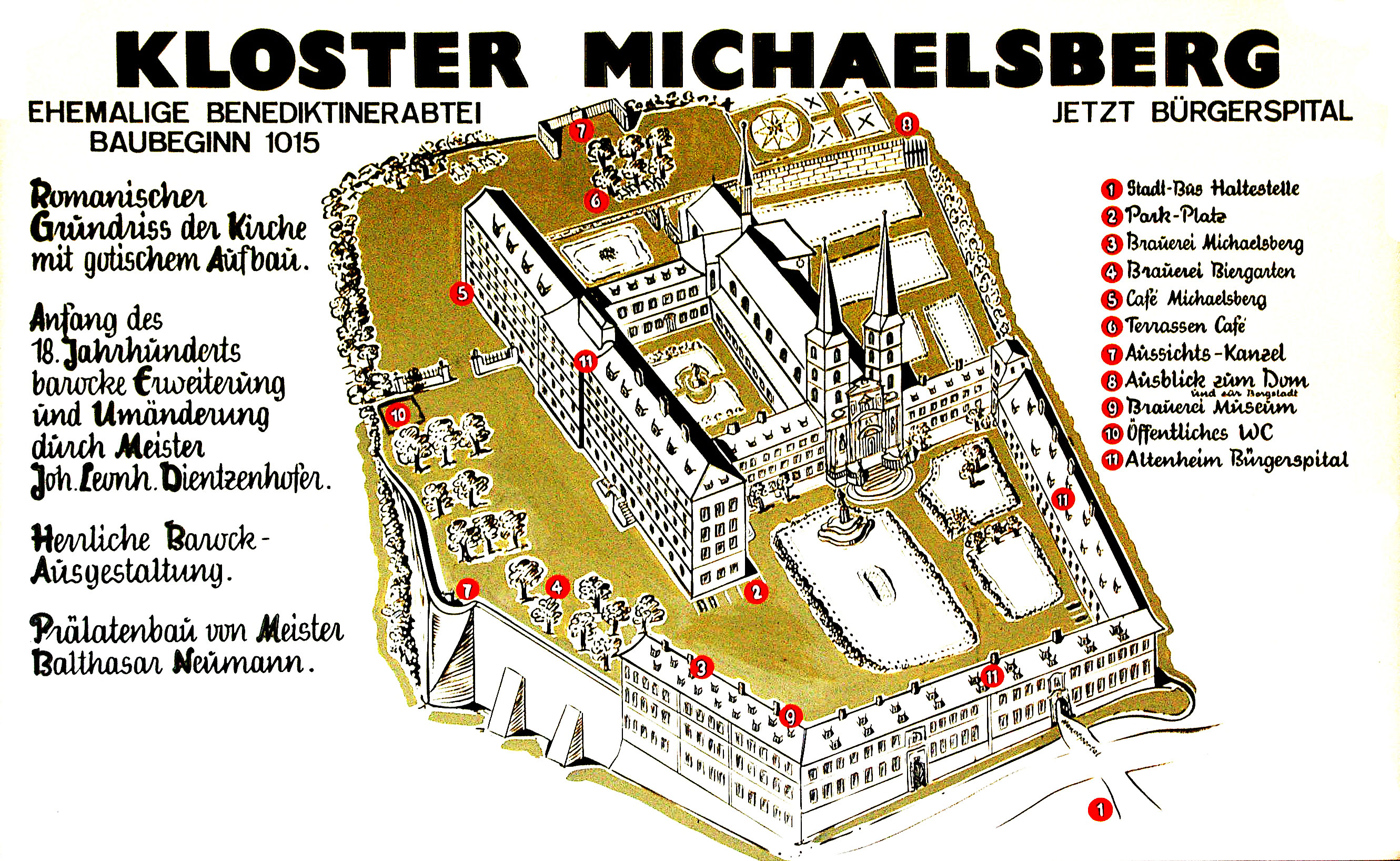
Grafika prezentuje wygląd opactwa Michelsberg

Wojciech (zm. 2 lutego 1162) – polski duchowny rzymskokatolicki, biskup pomorski.

## Biografia
Był kapelanem Bolesława III Krzywoustego. Następnie mnichem w benedyktyńskim klasztorze Michelsberg w Bambergu. Z racji znajomości języka, towarzyszył misji chrystianizacyjnej Pomorza prowadzanej przez św. Ottona z Bambergu.
Po potwierdzeniu 14 października 1140 diecezji pomorskiej przez papieża Innocentego II, z polecenia św. Ottona został mianowany pierwszym biskupem pomorskim. Sakrę biskupią otrzymał 19 października 1140 z rąk Innocentego II. Rezydował w Wolinie.